# Частотно-импульсная модуляция

Входной и выходной сигналы при частотно-импульсной модуляции

Часто́тно-и́мпульсная модуля́ция (ЧИМ, англ. Pulse-Frequency Modulation, PFM) — вид импульсной модуляции с двухуровневым выходным сигналом, при которой частота следования выходных импульсов с постоянной длительностью является функцией входного модулирующего сигнала. Частотно-импульсная модуляция схожа с фазово-импульсной модуляцией.
Выходной сигнал частотно-импульсного модулятора определяется как последовательность импульсов равной длительности, частота повторения которых {\displaystyle f[U(t)]} монотонно зависит от входного модулирующего сигнала. Обычно применяется линейная зависимость частоты повторения от входного модулирующего сигнала {\displaystyle U(t):}
{\displaystyle f[U(t)]={\frac {1}{T}}={\frac {1}{\tau +\theta }}=k[U_{0}+U(t)],}
где {\displaystyle T} — период повторения импульсов;
{\displaystyle \tau } — длительность выходных импульсов фиксированной длительности;
{\displaystyle \theta } — длительность паузы между выходными импульсами;
{\displaystyle U_{0}} — начальное смещение входного сигнала;
{\displaystyle k} — коэффициент преобразования напряжения в частоту.

## Применение
Метод частотно-импульсной модуляции применяется для плавного изменения яркости светодиодов, скорости электродвигателей, в импульсных источниках питания.
Принципиально этот метод модуляции выполняет те же функции что и метод широтно-импульсной модуляции (ШИМ), но в ряде применений ШИМ неудобен, например, в импульсных источниках питания. Когда импульсный источник питания мало нагружен, то при ШИМ длительность активного (проводящего) состояния ключей при ШИМ становится малой, но так как частота переключения постоянна и высока, нерационально повышены коммутационные потери в ключах. Применение ЧИМ позволяет снизить эти потери.